# Augustowo (Złotów)
Pour les articles homonymes, voir Augustowo.
Augustowo (prononciation : [auɡusˈtɔvɔ], en allemand : Augustendorf) est un village polonais de la gmina de Krajenka dans le powiat de Złotów de la voïvodie de Grande-Pologne dans le centre-ouest de la Pologne.
Il se situe à environ 6 km au sud de Krajenka (siège de la gmina), 15 km au sud de Złotów (siège du powiat), et à 105 km au nord de Poznań (capitale de la Grande-Pologne).

## Histoire
De 1975 à 1998, le village faisait partie du territoire de la voïvodie de Piła.

Depuis 1999, Augustowo est situé dans la voïvodie de Grande-Pologne.
Le village possède une population de 160 habitants.